# Lukaskirche (Hannover)

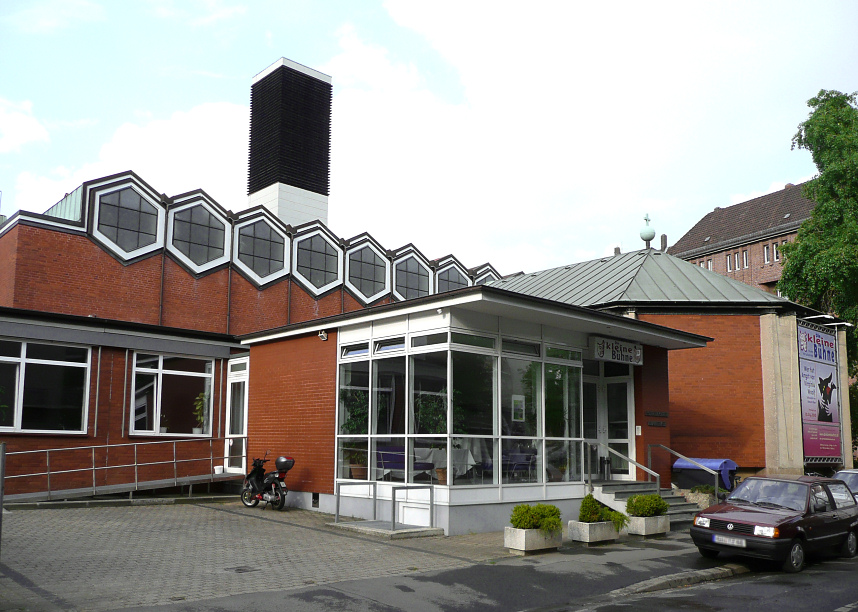
Lukaskirche mit dem neuen Kirchturm

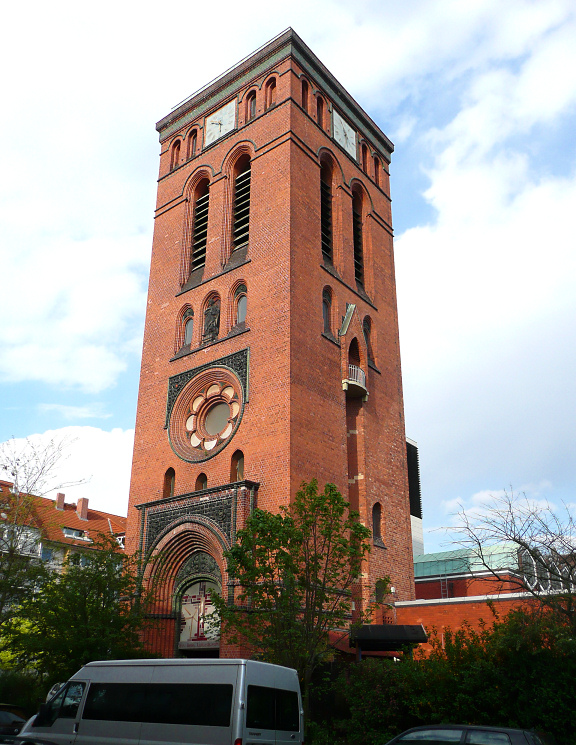
Alter Turm von 1901

Die Lukaskirche ist eine evangelisch-lutherische Kirche in Hannover-Vahrenwald.

## Geschichte
Die Lukas-Kirchengemeinde wurde Ende des 19. Jahrhunderts durch Abtrennung des Pfarrbezirks von der  Apostelkirche gegründet. Das neugotische Kirchengebäude wurde von 1899 bis 1901 durch Karl Börgemann erbaut. Eingeweiht wurde die Kirche 1901. 1931 bis 1933 schuf der Kirchenmaler Rudolf Schäfer Altarbilder, die heute im Kirchenraum zu sehen sind. Ein weiteres originales Ausstattungsstück, das mit dem Namen „Krake“ signierte Lutherstandbild, steht seit 1984 im Turmfoyer der Lutherkirche.
Bei einem der Luftangriffe auf Hannover im Zweiten Weltkrieg wurde die Kirche nahezu komplett zerstört. Nach einem Neubau von 1962 bis 1967 wurde sie 1967 eingeweiht. Vom historischen Bau ist der Kirchturm (ohne den zerstörten Turmhelm) erhalten, der in den Neubau integriert wurde. Seit dem Neubau verfügt die Kirche über einen weiteren Glockenturm.
Bekannt wurde die Kirche in den Nachkriegsjahren durch die von Werner Petersmann begründeten Ostgottesdienste, die den Ostvertriebenen eine kirchliche Heimat geben sollten.

## Orgel
Die Orgel wurde 1972 von Rudolf von Beckerath Orgelbau (Hamburg) erbaut. Das Schleifladen-Instrument hat 25 Register auf zwei Manualen und Pedal. Die Spieltrakturen sind mechanisch, die Registertrakturen sind elektrisch.
| I Hauptwerk C–g3 |            |        |
| 1.               | Prinzipal  | 8′     |
| 2.               | Gedackt    | 8′     |
| 3.               | Oktave     | 4′     |
| 4.               | Spitzflöte | 4′     |
| 5.               | Quinte     | 2 1⁄3′ |
| 6.               | Mixtur V   |        |
| 7.               | Oktave     | 2′     |
| 8.               | Terz       | 1 3⁄5′ |
| 9.               | Trompete   | 8′     |
|                  | Tremulant  |        |

| II Schwellwerk C–g3 |              |       |
| 10.                 | Bordun       | 16′   |
| 11.                 | Rohrflöte    | 8′    |
| 12.                 | Prinzipal    | 4′    |
| 13.                 | Gemshorn     | 8′    |
| 14.                 | Gedacktflöte | 4′    |
| 15.                 | Nasat        | 2 ⁄3′ |
| 16.                 | Waldflöte    | 2′    |
| 17.                 | Mixtur III   |       |
| 18.                 | Schwebung    | 8′    |
| 19.                 | Dulzian      | 8′    |
|                     | Tremulant    |       |

| Pedalwerk C–f1 |            |     |
| 20.            | Prinzipal  | 16′ |
| 21.            | Offenflöte | 8′  |
| 22.            | Oktave     | 4′  |
| 23.            | Mixtur IV  |     |
| 24.            | Posaune    | 16′ |
| 25.            | Trompete   | 8′  |

- Koppeln: II/I, I/P, II/P